# Nazionale maschile di calcio a 5 del Vietnam
La nazionale di calcio a 5 del Vietnam è, in senso generale, una qualsiasi delle selezioni nazionali di Calcio a 5 che rappresentano il Vietnam nelle varie competizioni ufficiali o amichevoli riservate a squadre nazionali.

## Risultati nelle competizioni internazionali

### FIFA Futsal World Championship
- 1989 - Non presente
- 1992 - Non presente
- 1996 - Non presente
- 2000 - Non presente
- 2004 - Non presente
- 2008 - Non qualificata
- 2012 - Non qualificata
- 2016 - Ottavi di finale
- 2021 - Ottavi di finale
- 2024 - Non qualificata

### AFC Futsal Championship
- 1999 - Non presente
- 2000 - Non presente
- 2001 - Non presente
- 2002 - Non presente
- 2003 - Non presente
- 2004 - Non presente
- 2005 - Primo turno
- 2006 - Non qualificata
- 2007 - Non presente
- 2008 - Non qualificata
- 2010 - Primo turno
- 2012 - Non qualificata
- 2014 - Quarti di finale
- 2016 - Quarto posto
- 2018 - Quarti di finale
- 2022 - Quarti di finale
- 2024 - Quarti di finale